# Kick (IRC)
Nel gergo delle chatroom IRC, un kick è un'operazione effettuabile da un operatore in un canale IRC, e consiste nel forzare l'uscita dal canale (e quindi un temporaneo allontanamento) di un utente che arreca fastidio alla comunità (ad esempio un troll), senza impedirgli di rientrare successivamente. 
Solitamente è utilizzato come avvertimento, prima di passare a provvedimenti più sanzionatori come ban e akick.